# Uvariodendron usambarense
Uvariodendron usambarense är en kirimojaväxtart som beskrevs av Robert Elias Fries. Uvariodendron usambarense ingår i släktet Uvariodendron och familjen kirimojaväxter. IUCN kategoriserar arten globalt som starkt hotad. Inga underarter finns listade i Catalogue of Life.